# دانييلي روغاني
دانييلي روغاني (بالإيطالية: Daniele Rugani)‏ هو لاعب كرة قدم إيطالي في مركز قلب الدفاع ولد في يوم 29 يوليو 1994 في مدينة لوكا في إيطاليا ، يلعب حالياً مع نادي يوفنتوس وسبق له اللعب مع نادي إمبولي ولعب مع منتخب إيطاليا تحت 21 سنة لكرة القدم.

## روابط خارجية
- دانييلي روغاني على موقع الاتحاد الأوربي (الإنجليزية)
- دانييلي روغاني على موقع قاعدة بيانات كرة القدم.إي يو (الإنجليزية)
- دانييلي روغاني على موقع ليكيب (الفرنسية)
- دانييلي روغاني على موقع ناشيونال فوتبول تيمز (الإنجليزية)
- دانييلي روغاني على موقع Soccerbase.com (لاعب) (الإنجليزية)
- دانييلي روغاني على موقع Soccerway.com (الإنجليزية)
- دانييلي روغاني على موقع عالم كرة القدم.نت (الإنجليزية)
- دانييلي روغاني على موقع AS.com (الإسبانية)